# Марк Анней
Марк Анне́й (лат. Marcus Anneius/Annaeus; умер после 50 года до н. э.) — древнеримский военный деятель из плебейского рода Аннеев, легат Марка Туллия Цицерона в Киликии.

## Биография
Марк Анней происходил из неименитого плебейского рода и, по-видимому, мог принадлежать к всадническому сословию. На основании одной надписи британский учёный Т. Уайзмен предположил, что Марк Анней мог являться уроженцем Карсеол — крупного полиса неподалёку от сабинской границы, в суровой местности, на Валериевой дороге, ведущей к Адриатическому морю, и быть закреплённым за Арниенской трибой.
В 51 году до н. э. Марк Анней в качестве легата служил в войске Марка Туллия Цицерона во время управления последним Киликией. Вероятно, Анней, помимо прочего, являлся публиканом, поскольку у него были какие-то споры финансового характера с жителями Сард, поэтому Цицерон снабдил его рекомендательными письмами к азиатскому наместнику Квинту Минуцию Терму с целью содействия Аннею в этом вопросе.
В кампании Цицерона против парфян в 50 году до н. э. Марк Анней командовал частью провинциальных войск.